# Guillem Pujeu
Guillem Pujeu Beya (Figueras, 1 de febrero de 2001) es un piloto de automovilismo español. Fue subcampeón del Campeonato de España de F4 en 2018. Actualmente disputa el campeonato Lamborghini Super Trophy con el equipo Leipert Motorsport.

## Carrera deportiva

### Karting
Guillem Pujeu participó en 2016 en tres campeonatos diferentes proclamándose subcampeón del Campionat de Catalunya y terminando noveno en el Campeonato de España y en el IAME Euro Series X30.

### Monoplazas
Completó su primera participación en monoplazas en la Temporada 2017 del Campeonato de España de F4 con FA Racing. El piloto gerundense participó tanto en el campeonato español como en varias citas del campeonato SMP Fórmula 4. Su estreno se saldó logrando su primer éxito con los colores de FA Racing venciendo en el Circuito de Navarra y consiguiendo otros podios en Jerez y Estoril para finalizar sexto en la clasificación general de pilotos. Además, logró cinco vueltas rápidas y una pole-position para el equipo de Genís Marcó. En lo que respecta al campeonato ruso, Pujeu terminó en los puntos en las pruebas celebradas en Parnu y Moscú.
La temporada 2018 de Pujeu le vio obtener un triple triunfo en la prueba que arrancaba el campeonato en Motorland Aragón. El piloto de FA Racing logró otras victorias en Jerez completando ese fin de semana con un segundo lugar en la tercera y última carrera. Finalmente, el español se subió de nuevo a lo más alto del podio en el Circuito de Navarra al vencer el sábado. De esta forma, el catalán se proclamó subcampeón de la categoría con un total de 200 puntos.

### GT
Para 2019, Guillem Pujeu firma con Teo Martín Motorsport para disputar la temporada del GT Cup Open al volante de un McLaren 570S GT4 y junto a Faust Salom.
En agosto del 2020 fue seleccionado por Lamborghini para incorporarse a su programa de jóvenes pilotos, donde el más prometedor es ascendido al Programa GT3 Junior contando con el apoyo de la marca en un campeonato regional GT. Pujeu es el único piloto español en optar, hasta la fecha, a unas pruebas que deciden que pilotos contarán con el apoyo de Lamborghini Squadra Corse, la firma de competición de Lamborghini. Con ello pasó a defender el equipo de Leipert Motorsport en la Lamborghini Super Trofeo. Hizo su debut en el circuito de Misano, sin poder probar el coche previamente, realizando dos carreras durante el fin de semana, quedando undécimo y octavo respectivamente, consiguiendo de esta manera un lugar entre los diez más rápidos. En la última carrera de la competición disùtada en el Circuito Paul Ricard, fue golpeado poco después del inicio de la carrera dificultando al piloto poder realizar un buen tiempo en pista. Aun así, junto al piloto Luka Nurmi fueron capaces de asegurar el Top 10 de la clase PRO en el Super Trofeo de Lamborghini. Siguió en la Lamborghini el año siguiente y en 2022 decide tomarse un año sabático aunque participa en las 24 Horas de Barcelona con Baporo Motorsport, donde logra ser sexto en la clase de los Porsche 992.

### Sim Racing
En 2020 el piloto, por aquel entonces, del equipo Teo Martín Motorsport y McLaren Junior Team, terminó segundo en las seis horas de Sim Racing Online celebrado el en el circuito de LeMans. Fue acompañado por Salva Talens y Alejandro Sánchez del MSI eSports los cuales terminaron en el pódium. El de Figueras compitió en la categoría GTE en la que junto a sus compañeros lideraron gran parte de la carrera, pero finalmente se acabaron consolidando la segunda plaza.

## Resumen de trayectoria
| Temporada | Series                          | Escudería             | Carreras | Victorias | Poles | VR | Podios | Puntos | Pos. |
| --------- | ------------------------------- | --------------------- | -------- | --------- | ----- | -- | ------ | ------ | ---- |
| 2017      | Campeonato de España de F4      | FA Racing             | 20       | 1         | 1     | 1  | 4      | 135    | 6.º  |
| 2017      | SMP Fórmula 4                   | FA Racing             | 18       | 0         | 0     | 0  | 0      | 16     | 15.º |
| 2018      | Campeonato de España de F4      | FA Racing             | 18       | 6         | 1     | 4  | 7      | 200    | 2.º  |
| 2019      | GT Cup Open Europe              | Teo Martín Motorsport | 12       | 0         | 0     | 0  | 0      | 31     | 14.º |
| 2020      | Lamborghini Super Trofeo Europa | Leipert Motorsport    | 10       | 0         | 0     | ?  | ?      | ?      | ?    |
| 2021      | Lamborghini Super Trofeo Europa | Oregon Team           | 6        | 0         | 0     | ?  | ?      | ?      | ?    |
| 2022      | 24 Horas de Barcelona - 992     | Baporo Motorsport     |          |           |       |    |        |        | 6.º  |
| 2023      | Lamborghini Super Trofeo Europa | Oregon Team           | 10       | 0         | 0     | 0  | 0      | ?      | ?    |
| Fuente:   |                                 |                       |          |           |       |    |        |        |      |

## Resultados

### Campeonato de España de F4
(Clave) (negrita indica pole position) (cursiva indica vuelta rápida)

| Año  | Escudería | 1     | 2     | 3     | 4        | 5      | 6       | 7     | 8       | 9     | 10    | 11      | 12      | 13     | 14      | 15     | 16     | 17       | 18     | 19    | 20    | Pos. | Puntos |
| ---- | --------- | ----- | ----- | ----- | -------- | ------ | ------- | ----- | ------- | ----- | ----- | ------- | ------- | ------ | ------- | ------ | ------ | -------- | ------ | ----- | ----- | ---- | ------ |
| 2017 | FA Racing | ALC 6 | ALC 7 | ALC 5 | NAV1 DSQ | NAV1 9 | NAV1 3  | CAT 6 | CAT 7   | JER 4 | JER 3 | JER 14† | NAV2 10 | NAV2 1 | NAV2 10 | NOG 7  | NOG 8  | NOG 5    | EST 7  | EST 3 | EST 4 | 6.º  | 135    |
| 2018 | FA Racing | ALC 1 | ALC 1 | ALC 1 | CRT 6    | CRT 4  | CRT Ret | ALG 4 | ALG Ret | ALG 4 | CAT C | CAT Ret | JER 1   | JER 1  | JER 2   | NAV2 1 | NAV2 4 | NAV2 Ret | NAV2 6 |       |       | 2.º  | 200    |

### SMP F4
(Clave) (negrita indica pole position) (cursiva indica vuelta rápida)

| Año  | Escudería | 1      | 2      | 3      | 4      | 5       | 6      | 7      | 8      | 9       | 10      | 11    | 12    | 13      | 14     | 15      | 16      | 17      | 18     | 19  | 20  | 21  | Pos. | Puntos |
| ---- | --------- | ------ | ------ | ------ | ------ | ------- | ------ | ------ | ------ | ------- | ------- | ----- | ----- | ------- | ------ | ------- | ------- | ------- | ------ | --- | --- | --- | ---- | ------ |
| 2017 | FA Racing | SOC 14 | SOC 19 | SOC 17 | SMO 12 | SMO Ret | SMO 13 | AHV 18 | AHV 15 | AHV Ret | AUD Ret | AUD 8 | AUD 7 | MSC1 12 | MSC1 8 | MSC1 13 | MSC2 12 | MSC2 10 | MSC2 6 | ASS | ASS | ASS | 15.º | 16     |